# Mejing
Mejing is een bestuurslaag in het regentschap Magelang van de provincie Midden-Java, Indonesië. Mejing telt 3759 inwoners (volkstelling 2010).